# Sebastes baramenuke
Sebastes baramenuke är en fiskart som först beskrevs av Wakiya, 1917.  Sebastes baramenuke ingår i släktet Sebastes och familjen kungsfiskar. Inga underarter finns listade i Catalogue of Life.